# Antonio Caggiano
Antonio Caggiano, argentinski rimskokatoliški duhovnik, škof in kardinal, * 30. januar 1889, Coronda, † 23. oktober 1979, Buenos Aires.

## Življenjepis
23. marca 1912 je prejel duhovniško posvečenje.
13. septembra 1934 je bil imenovan za škofa Rosaria in 17. marca 1935 je prejel škofovsko posvečenje.
18. februarja 1946 je bil povzdignjen v kardinala in imenovan za kardinal-duhovnika S. Lorenzo in Panisperna.
15. avgusta 1959 je bil imenovan za nadškofa Buenos Airesa (ustoličen je bil 25. oktobra istega leta) in za škofa Argentine, pristojnega za orientalske obrede. S prvega položaja je odstopil 21. aprila in z zadnjega položaja 22. aprila 1975. 
14. decembra 1959 je bil imenovan za vojaškega škofa Argentine; s tega položaja je odstopil 7. julija 1975.